# IMAX

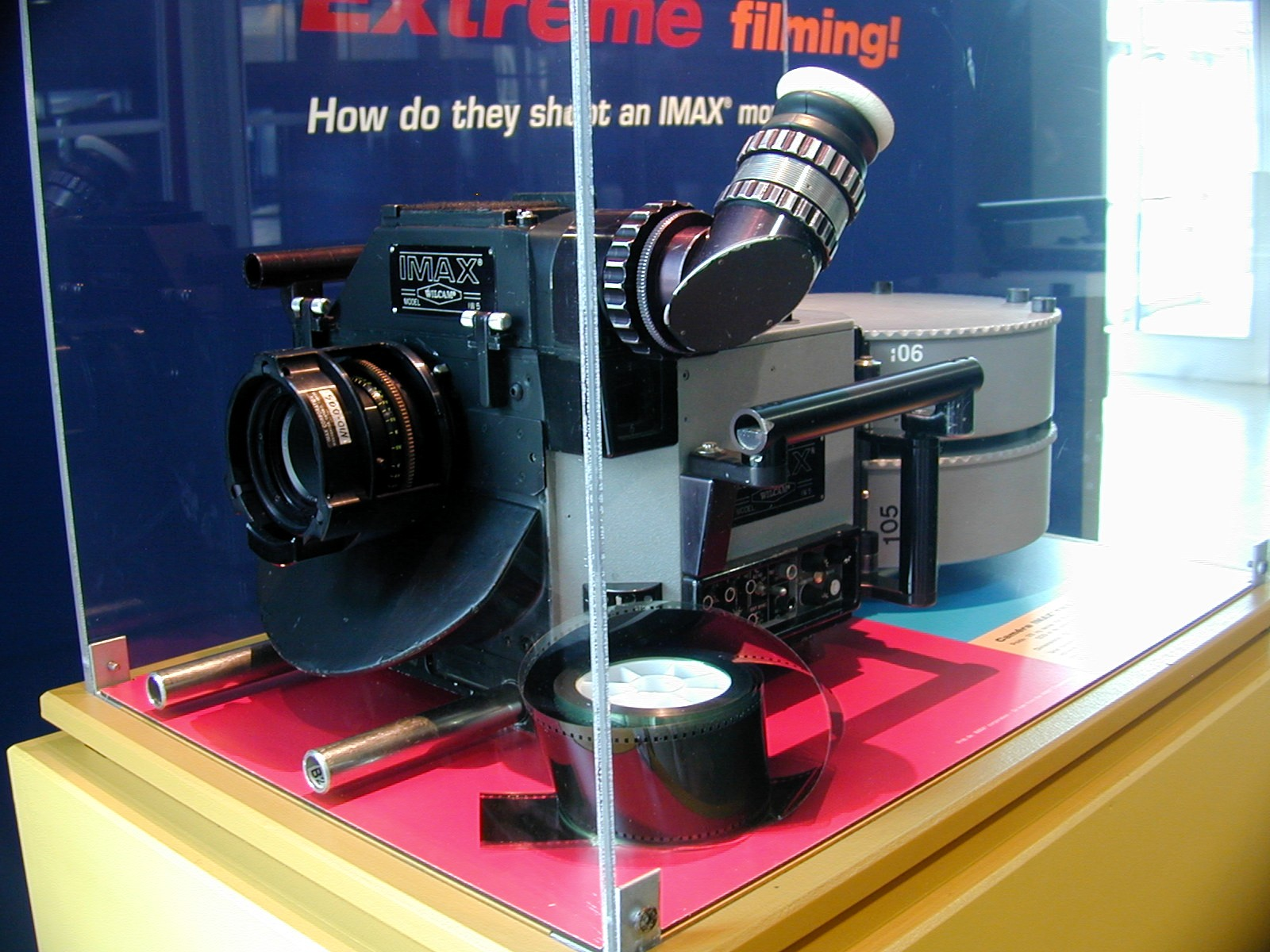
IMAX-kamera

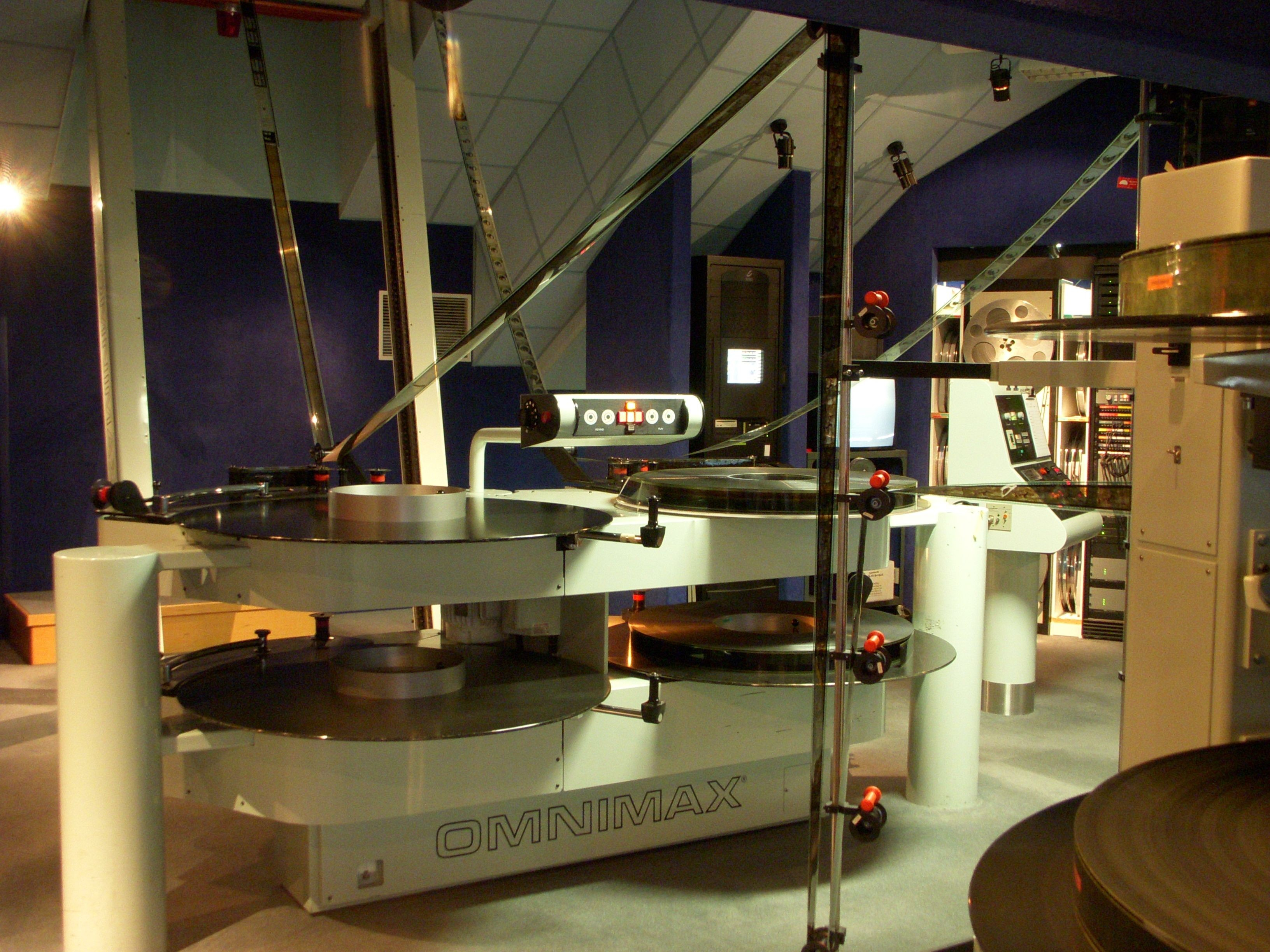
OMNIMAX-maskinrummet på Cosmonova

IMAX (från Image Maximum) är ett filmprojektionssystem som har en kapacitet att visa film på större dukar och med bättre kvalitet än vanliga filmprojektionssystem. Filmremsan är 70 mm bred och man använder 15 perforeringar per bildruta, s.k. 15/70 och bildens proportioner är i 4:3-format. Till skillnad från vanlig film i 35 eller 70 mm bredd ligger IMAX-filmrutorna i filmremsans längdriktning och filmen löper horisontellt genom projektorn vilket gör att filmrutornas yta ökar väsentligt. Detta resulterar även i att det går åt många fler filmrullar för varje sekund av filmen jämfört med vanlig 35 millimeters film, ungefär 2 meter i sekunden.
Ett kompletterande system som använder IMAX-formatet för att projicera filmen på en kupolformad skärm kallas IMAX Dome (detta system kallades ursprungligen för OmniMAX, vilket flera biografer kallar det än idag). 
IMAX Dome använder samma filmtyp och filmyta per bild men kräver att filmen filmats med ett fisheye-objektiv.

## IMAX i Sverige
Cosmonova på Naturhistoriska Riksmuseet i Stockholm var Sveriges första IMAX-biograf (och använder systemet IMAX Dome) med 262 platser. Akva Mega i Piteå Havsbad och Kreanova på Kreativum i Karlshamn använder ett mindre format, s.k. 8/70, alltså 8 perforeringar 70 mm film per bildruta. Mall of Scandinavia har fått Sveriges andra riktiga (och första kommersiella) IMAX-biograf med 421 platser när gallerian färdigställdes i november 2015. Just denna Imax-biograf använder sig av två digitala 2K Imax-projektorer samt ett 12.1 Immersive soundsystem. I december 2019 byggdes salong 2 om med IMAX på Filmstaden Bergakungen (Göteborg). Denna är utrustad med en laserprojektor. En ny biograf i centrala Uppsala med Sveriges tredje kommersiella IMAX kommer bli färdigställt hösten 2024.

## Spelfilmer i IMAX-formatet
Vissa populärvetenskapliga filmer spelas in direkt för IMAX-format, medan kommersiella spelfilmer normalt spelas in ett annat format och sedan konverteras till IMAX. Ett urval av de spelfilmer som finns i IMAX-formatet är:
- 300
- Apollo 13
- Avatar
- Beowulf
- Fast Five
- Gravity
- Inception
- Interstellar*
- Matrix Revolutions
- Prometheus (film)
- Resan till Jordens medelpunkt
- Rolling stones live at the max
- Spider-Man: No Way Home
- Star Wars: Episod II - Klonerna anfaller
- Transformers
- The Amazing Spider-Man[7]
- The Dark Knight *
- The Dark Knight Rises*
- The Hunger Games: Catching Fire*
- The Hunger Games: Mockingjay - Part 2[8]
- The Avengers
- Avengers: Endgame
- Spectre
- The Revenant

* The Hunger Games: Catching Fire, Interstellar, The Dark Knight och The Dark Knight Rises har under vissa scener spelats in med riktiga IMAX kameror. Dessa scener visades på IMAX-biografer i IMAX-formatet.